# Голованов, Георгий Александрович
Гео́ргий Алекса́ндрович Голова́нов (20 сентября 1923 года — 6 сентября 2003 года) — доктор технических наук, профессор, депутат Верховного Совета СССР, директор горно-обогатительного комбината «Апатит» (с 1964 по 1983 годы). Подполковник. Герой Социалистического Труда.

## Биография
Георгий Голованов родился в 1923 году в Нижнем Тагиле Свердловской области.
По окончании школы учился в военном училище. Во время Великой Отечественной войны был призван в ряды Красной Армии, в составе 1-го Белорусского фронта участвовал в обороне Мурманска, был награждён орденом Красной Звезды. В 1945 году Георгию Александровичу было присвоено офицерское звание.
В 1957 году он окончил Всесоюзный заочный политехнический институт, а 1959 году — аспирантуру Казанского филиала Академии наук СССР.
В 1950 году Голованов устроился на работу инженером технического отдела предприятия «КМА-строй», а спустя два года был назначен на должность главного механика обогатительно-агломерациаонной фабрики, затем — начальника отдела обогащения комбината «КМАруда», расположенного в Курской области.
В 1958 году Георгий Александрович переехал в Мурманскую область, где работал сначала начальником Оленегорской обогатительной фабрики, затем, с 1959 года, — главным инженером Оленегорского горно-обогатительного комбината (на этой должности он получил свой первый трудовой орден — «Знак Почета»), а с 1962 года — директором Ковдорского горно-обогатительного комбината.
В 1964 году был назначен на должность директора (позже — генерального директора) комбината «Апатит» и оставался на этом месте следующие 19 лет, до 1984 года. В 1983 году Голованов стал профессором-консультантом кафедры экономики и организации горной промышленности Ленинградского горного института, а в 1975 году защитил докторскую диссертацию по теории и практике флотации апатитосодержащих руд. За свою жизнь Голованов написал 70 научных работ, среди которых 5 монографий и 9 изобретений.
С 1979 по 1984 годы Георгий Александрович являлся депутатом Верховного Совета СССР. Кроме того, с 1960-х по первую половину 1980-х годов, Голованов входил в Мурманский организационный комитет Кировского ГК КПСС, являлся депутатом Кировского городского совета, членом бюро Кировского ГК КПСС.

## Награды и заслуги
В послужном списке Голованова, как специалиста по обогащению руд и организации и экономике горного производства, много ценных достижений. Георгий Александрович являлся основным организатором ввода в строй Ковдорского горно-обогатительного комбината, запуска дополнительных мощностей Центрального рудника, фабрики АНОФ-2, строительства ряда других рудников, соорганизатором «Апатит-30» — пневматической флотационной машины нового типа конструкции. Под его руководством комбинат «Апатит» превратился из предприятия с убытком в 5 миллионов рублей в один из крупнейших в своей отрасли не только на территории СССР, но и во всём мире. В 1971 году за многочисленные трудовые успехи и выдающуюся производственную деятельность Георгий Александрович Голованов был награждён почётным званием Героя Социалистического Труда.
Среди других наград Голованова — два ордена Ленина, орден Октябрьской Революции, «Знак почёта», орден Красной Звезды, золотая медаль ВДНХ, почётный знак «Заслуженный химик РСФСР» и 9 других медалей. В 1981 году Георгий Александрович стал лауреатом премии Совета Министров СССР.

## Память
- Его именем назван политехнический колледж в городе Апатиты;
- В Кировске, почётным жителем которого является Голованов,  на доме № 15 на проспекте Ленина, где он жил, в 2004 году была установлена мемориальная доска[1][2].

Генеральный директор ОАО «Мурманскстрой» В. А. Виноградов так отозвался о Георгии Александровиче Голованове и об управляющем трестом «Апатитстрой» Вячеславе Константиновиче Егорове в книге «Призвание — строитель»:

Это были поистине государственные люди, во главу угла всей своей деятельности ставившие заботу о людях и соблюдение интересов государства.

## Прочие факты
Георгий Александрович Голованов стал прототипом директора Михеева (сыграл Михаил Ульянов) — главного героя в фильме 1981 года режиссёра Владимира Басова «Факты минувшего дня».

## Публикации
- Голованов Г. А. Записки директора. — Экономика, 1981. — 55 с.
- Голованов Г. А. Теория и практика флотации апатитосодержащих руд. — 1971.
- Голованов Г. А. Флотация Кольских апатитосодержащих руд. — 1976.
- Голованов Г. А. Бессточная технология обогащения фосфатного сырья. — 1984.
- Голованов Г. А. Управление горными предприятиями в новых условиях хозяйствования. — Ленинград, 1989.
- Голованов Г. А. Основы менеджмента. — Санкт-Петербург, 1993.